# 육촉신
6촉신(六觸身)은 안촉(眼觸) · 이촉(耳觸) · 비촉(鼻觸) · 설촉(舌觸) · 신촉(身觸) · 의촉(意觸)을 말한다.
6촉신(六觸身)에서 신(身)은 집합 또는 복수를 나타내는 복수형 접미사로, 6촉신은 6촉(六觸)과 같은 말이다.
6촉신 또는 6촉은, 근(眼)과 경(境)을 연(緣: 원인 또는 간접적 원인)으로 하여 식(識)이 생겨날 때의 근(根) · 경(境) · 식(識)의 3사화합 그 자체로서의 촉(觸: 접촉)의 마음작용 또는 3사화합에서 생겨난 촉(觸: 접촉)의 마음작용을 그것의 발동근거인 6근(六根)에 따라 6종으로 나눈 것이다. 근(根) · 경(境) · 식(識)의 3사화합 그 자체가 촉(觸)이라는 3화성촉설(三和成觸說)은 부파불교의 경량부의 견해이며, 3사화합은 촉(觸)과 별개이며 촉(觸)이 3사화합으로부터 생겨난다는 3화생촉설(三和生觸說)은 부파불교의 설일체유부와 대승불교의 유식유가행파의 견해이다.
6촉신 또는 6촉의 각각을 안촉신(眼觸身) · 이촉신(耳觸身) · 비촉신(鼻觸身) · 설촉신(舌觸身)  · 신촉신(身觸身) · 의촉신(意觸身)이라고도 한다.
6촉신 또는 6촉을 6촉입처(六觸入處) · 6촉처(六觸處) 또는 6갱처(六更處)라고도 한다. 그런데 6촉입처와 6촉처는 6근(六根)의 다른 말이기도 하다. 따라서 이들에 대해서는 문맥에 따른 해석이 필요하다.
6촉신 또는 6촉을 6촉입처(六觸入處)라고 할 때, 그 각각을 안촉입처(眼觸入處) · 이촉입처(耳觸入處) · 비촉입처(鼻觸入處) · 설촉입처(舌觸入處) · 신촉입처(身觸入處) · 의촉입처(意觸入處)라고 한다.
안촉 · 이촉 · 비촉 · 설촉 · 신촉은 유대(有對)의 5근을 소의로 하여 전5식과 상응하는 촉이라는 뜻에서 통칭하여 유대촉(有對觸)이라고 한다. 이에 대해 의촉을 의근을 소의로 하여 제6의식과 상응하여 증어(增語: 뛰어난 말) 즉 명(名) 즉 단어 또는 개념을 일으키는 촉이라는 뜻에서 증어촉(增語觸)이라고 한다.
또한, 6촉 가운데 어느 촉이건 무루의 상태 즉 출세간의 상태 즉 성(聖)의 상태에 있을 때는 그것을 명촉(明觸) 또는 번역하여 밝음의 접촉이라고 하며, 유루의 상태 즉 번뇌에 오염된 상태에 있을 때 그것을 무명촉(無明觸) 또는 번역하여 무명의 접촉이라고 한다. 즉, 명촉은 무루촉(無漏觸: 무루의 상태의 촉)을 말하고, 무명촉은 염오촉(染污觸: 번뇌[染]에 오염된[污] 상태의 촉)을 말한다. 그리고 무루촉도 염오촉도 아닌 촉, 즉 출세간의 촉이 아니면서 번뇌에 오염되지 않은 촉을 비명비무명촉(非明非無明觸)이라고 하며 이것은 불염오유루촉(不染污有漏觸: 오염되지 않은, 세간의 촉)을 뜻한다.

## 출전
초기불교 경전인 《잡아함경》 제16권 제452경 〈촉경(觸經) ①〉에서 고타마 붓다는 갖가지 경계[界] 즉 18계(十八界)로부터 6촉신(六觸身)이 생겨나고, 6촉신으로부터 6수신(六受身)이 생겨나고, 6수신으로부터 6애신(六愛身)이 생겨나는 연기관계를 설하고 있다.
 如是我聞。　一時。佛住舍衛國祇樹給孤獨園。　爾時。世尊告諸比丘。緣種種界生種種觸。緣種種觸生種種受。緣種種受生種種愛。云何種種界。謂十八界。眼界．色界．眼識界。乃至意界．法界．意識界。是名種種界。　云何緣種種界生種種觸。乃至云何緣種種受生種種愛。謂緣眼界生眼觸。緣眼觸生眼觸生受。緣眼觸生受生眼觸生愛。耳．鼻．舌．身．意界緣生意觸。緣意觸生意觸生受。緣意觸生受生意觸生愛。　諸比丘。非緣種種愛生種種受。非緣種種受生種種觸。非緣種種觸生種種界。要緣種種界生種種觸。緣種種觸生種種受。緣種種受生種種愛。是名比丘緣種種界生種種觸。緣種種觸生種種受。緣種種受生種種愛。　佛說此經已。諸比丘聞佛所說。歡喜奉行。

 
이와 같이 나는 들었다.

어느 때 부처님께서 사위국 기수급고독원에 계셨다.

이 때 세존께서 모든 비구들에게 말씀하셨다.

갖가지 경계[界]를 인연하여 갖가지 접촉[觸]이 생기고, 갖가지 접촉[觸]을 인연하여 갖가지 느낌[受]이 생기며, 갖가지 느낌[受]을 인연하여 갖가지 애욕[愛]이 생기느니라. 어떤 것을 갖가지 경계[界]라고 하는가? 이른바 18계(十八界)로서 안계(眼界) · 색계(色界) · 안식계(眼識界) ……(내지)…… 의계(意界) · 법계(法界) · 의식계(意識界)이니, 이를 갖가지 경계[界]라고 하느니라.

어떤 것을 갖가지 경계[界]를 인연하여 갖가지 접촉[觸]이 생기며 ……(내지)……어떤 것을 갖가지 느낌[受]을 인연하여 갖가지 애욕[愛]이 생기는 것이라고 하는가?

이른바 안계(眼界)를 인연하여 안촉(眼觸)이 생기고, 안촉(眼觸)을 인연하여 안촉이 일으키는 느낌[眼觸生受]이 생기며, 안촉이 일으킨 느낌[眼觸生受]을 인연하여 안촉이 일으키는 애욕[眼觸生愛]이 생긴다. 이계(耳界) · 비계(鼻界) · 설계(舌界) · 신계(身界)도 마찬가지이며, 의계(意界)를 인연하여 의촉(意觸)이 생기고, 의촉(意觸)을 인연하여 의촉이 일으키는 느낌[意觸生受]이 생기며, 의촉이 일으킨 느낌[意觸生受]을 인연하여 의촉이 일으키는 애욕[意觸生愛]이 생기느니라.

비구들아, 갖가지 애욕[愛]을 인연하여 갖가지 느낌[受]이 생기는 것이 아니요, 갖가지 느낌[受]을 인연하여 갖가지 접촉[觸]이 생기는 것도 아니며, 갖가지 접촉[觸]을 인연하여 갖가지 경계[界]가 생기는 것도 아니니라. 반드시 갖가지 경계[界]를 인연해야 갖가지 접촉[觸]이 생기고, 갖가지 접촉[觸]을 인연해야 갖가지 느낌[受]이 생기며, 갖가지 느낌[受]을 인연해야 갖가지 애욕[愛]이 생기는 것이다.

이것을 비구들아, 갖가지 경계[界]를 인연하여 갖가지 접촉[觸]이 생기고, 갖가지 접촉[觸]을 인연하여 갖가지 느낌[受]이 생기며, 갖가지 느낌[受]을 인연하여 갖가지 애욕[愛]이 생기는 것이라고 하느니라.

부처님께서 이 경을 말씀하시자, 모든 비구들은 부처님의 말씀을 듣고 기뻐하며 받들어 행하였다.
 — 《잡아함경》 제16권 제452경 〈촉경(觸經) ①〉. 한문본 & 한글본

## 6촉신
부파불교의 설일체유부의 논서 《아비달마품류족론》 제2권에 따르면,
촉(觸)은 촉(觸: 3화합) · 등촉(等觸: 평등한 3화합) · 촉성(觸性: 3화합의 성질) · 등촉성(等觸性: 평등한 3화합의 성질) · 이촉(已觸: 과거의 3화합) · 촉류(觸類: 3화합의 등류)를 통칭한다. 한편, 엄격히 말하자면, 설일체유부와 유식유가행파의 교학인 3화생촉설에 따르면, 3화합(三和合)과 촉(觸)은 서로 별개의 법이다. 이러한 사항을 염두에 둔 상태에서, 설명상의 편의를 위해 일반적으로 종종 촉(觸)을 3화합 또는 3사화합이라고 한다.

### 안촉
부파불교의 설일체유부의 논서 《아비달마품류족론》 제3권에 따르면,
안촉(眼觸)은 안근[眼]과 색경[色]을 연(緣: 원인 또는 간접적 원인)으로 하여 안식(眼識)이 생겨날 때의 안근 · 색경 · 안식의 3화합(三和合)으로 인한 촉[三和合故觸]이다. 즉, 3화합에 의해 생겨나는 시각적 성질의 촉의 마음작용이다.
이 때 안근이 안촉의 증상(增上) 즉 소의(所依)가 되고 색경이 안촉의 소연(所緣)이 된다.
안근에 의해 인식[識]되는 색경에 대한[於眼所識色] 모든 촉(觸: 3화합) · 등촉(等觸: 평등한 3화합) · 촉성(觸性: 3화합의 성질) · 등촉성(等觸性: 평등한 3화합의 성질) · 이촉(已觸: 과거의 3화합) · 촉류(觸類: 3화합의 등류)를 통칭하여 안촉(眼觸)이라 이름한다.

### 이촉
부파불교의 설일체유부의 논서 《아비달마품류족론》 제3권에 따르면,
이촉(耳觸)은 이근[耳]과 성경[聲]을 연(緣: 원인 또는 간접적 원인)으로 하여 이식(耳識)이 생겨날 때의 이근 · 성경 · 이식의 3화합(三和合)으로 인한 촉[三和合故觸]이다. 즉, 3화합에 의해 생겨나는 청각적 성질의 촉의 마음작용이다.
이 때 이근이 이촉의 증상(增上) 즉 소의(所依)가 되고 성경이 이촉의 소연(所緣)이 된다.
이근에 의해 인식[識]되는 성경에 대한[於耳所識聲] 모든 촉(觸: 3화합) · 등촉(等觸: 평등한 3화합) · 촉성(觸性: 3화합의 성질) · 등촉성(等觸性: 평등한 3화합의 성질) · 이촉(已觸: 과거의 3화합) · 촉류(觸類: 3화합의 등류)를 통칭하여 이촉(耳觸)이라 이름한다.

### 비촉
부파불교의 설일체유부의 논서 《아비달마품류족론》 제3권에 따르면,
비촉(鼻觸)은 비근[鼻]과 향경[香]을 연(緣: 원인 또는 간접적 원인)으로 하여 비식(鼻識)이 생겨날 때의 비근 · 향경 · 비식의 3화합(三和合)으로 인한 촉[三和合故觸]이다. 즉, 3화합에 의해 생겨나는 후각적 성질의 촉의 마음작용이다.
이 때 비근이 비촉의 증상(增上) 즉 소의(所依)가 되고 향경이 비촉의 소연(所緣)이 된다.
비근에 의해 인식[識]되는 향경에 대한[於鼻所識香] 모든 촉(觸: 3화합) · 등촉(等觸: 평등한 3화합) · 촉성(觸性: 3화합의 성질) · 등촉성(等觸性: 평등한 3화합의 성질) · 이촉(已觸: 과거의 3화합) · 촉류(觸類: 3화합의 등류)를 통칭하여 비촉(鼻觸)이라 이름한다.

### 설촉
부파불교의 설일체유부의 논서 《아비달마품류족론》 제3권에 따르면,
설촉(舌觸)은 설근[舌]과 미경[味]을 연(緣: 원인 또는 간접적 원인)으로 하여 설식(舌識)이 생겨날 때의 설근 · 미경 · 설식의 3화합(三和合)으로 인한 촉[三和合故觸]이다. 즉, 3화합에 의해 생겨나는 미각적 성질의 촉의 마음작용이다.
이 때 설근이 설촉의 증상(增上) 즉 소의(所依)가 되고 미경이 설촉의 소연(所緣)이 된다.
설근에 의해 인식[識]되는 미경에 대한[於舌所識味] 모든 촉(觸: 3화합) · 등촉(等觸: 평등한 3화합) · 촉성(觸性: 3화합의 성질) · 등촉성(等觸性: 평등한 3화합의 성질) · 이촉(已觸: 과거의 3화합) · 촉류(觸類: 3화합의 등류)를 통칭하여 설촉(舌觸)이라 이름한다.

### 신촉
부파불교의 설일체유부의 논서 《아비달마품류족론》 제3권에 따르면,
신촉(身觸)은 신근[身]과 촉경[觸]을 연(緣: 원인 또는 간접적 원인)으로 하여 신식(身識)이 생겨날 때의 신근 · 촉경 · 신식의 3화합(三和合)으로 인한 촉[三和合故觸]이다. 즉, 3화합에 의해 생겨나는 촉각적 성질의 촉의 마음작용이다.
이 때 신근이 신촉의 증상(增上) 즉 소의(所依)가 되고 촉경이 신촉의 소연(所緣)이 된다.
신근에 의해 인식[識]되는 촉경에 대한[於身所識觸] 모든 촉(觸: 3화합) · 등촉(等觸: 평등한 3화합) · 촉성(觸性: 3화합의 성질) · 등촉성(等觸性: 평등한 3화합의 성질) · 이촉(已觸: 과거의 3화합) · 촉류(觸類: 3화합의 등류)를 통칭하여 신촉(身觸)이라 이름한다.

### 의촉
부파불교의 설일체유부의 논서 《아비달마품류족론》 제3권에 따르면,
의촉(意觸)은 의근[意]과 법경[法]을 연(緣: 원인 또는 간접적 원인)으로 하여 의식(意識)이 생겨날 때의 의근 · 법경 · 의식의 3화합(三和合)으로 인한 촉[三和合故觸]이다. 즉, 3화합에 의해 생겨나는 정신적 성질의 촉의 마음작용이다.
이 때 의근이 의촉의 증상(增上) 즉 소의(所依)가 되고 법경이 의촉의 소연(所緣)이 된다.
의근에 의해 인식[識]되는 법경에 대한[於意所識法] 모든 촉(觸: 3화합) · 등촉(等觸: 평등한 3화합) · 촉성(觸性: 3화합의 성질) · 등촉성(等觸性: 평등한 3화합의 성질) · 이촉(已觸: 과거의 3화합) · 촉류(觸類: 3화합의 등류)를 통칭하여 의촉(意觸)이라 이름한다.

## 같이 보기
| - 육육법(六六法) - 6내입처(六內入處) - 6외입처(六外入處) - 6식신(六識身) - 6촉신(六觸身) - 6수신(六受身) - 6애신(六愛身) - 육육법(六六法) - 6식신(六識身) - 6촉신(六觸身) - 6수신(六受身) - 6상신(六想身) - 6사신(六思身) - 6애신(六愛身) - 3사화합(三事和合) - 촉(觸) - 6촉(六觸) 또는 6촉신(六觸身) - 유대촉(有對觸) - 증어촉(增語觸) - 명촉(明觸) - 무명촉(無明觸) - 비명비무명촉(非明非無明觸) - 수(受) 또는 수온(受蘊) - 3수(三受) - 5수(五受) - 6수(六受) 또는 6수신(六受身) - 상(想) 또는 상온(想蘊) - 3상(三想) - 6상(六想) 또는 6상신(六想身) - 사(思) 또는 행온(行蘊) - 6사(六思) 또는 6사신(六思身) - 애(愛) 또는 탐(貪) - 3계탐(三界貪) - 욕탐(欲貪) · 유탐(有貪) - 욕탐(欲貪) · 색탐(色貪) · 무색탐(無色貪) - 6애(六愛) 또는 6애신(六愛身) - 5주지번뇌(五住地煩惱) - 견일처주지(見一處住地) - 욕애주지(欲愛住地) - 색애주지(色愛住地) - 유애주지(有愛住地) - 무명주지(無明住地) - 전식득지(轉識得智) - 대원경지(大圓鏡智) - 평등성지(平等性智) - 묘관찰지(妙觀察智) - 성소작지(成所作智) | - 3도: 견도 · 수도 · 무학도 - 견도: 16심 · 고법지인 - 무학도: 34심 - 성문 수행계위: 4향4과 - 보살 수행계위: 52위 - 현관: 4제현관 · 6현관 - 유루 · 무루 - 번뇌 · 잡염 - 근본번뇌 · 수면 - 3근본번뇌 · 6수면 · 7수면 · 10수면 - 설일체유부의 98근본번뇌 - 견혹: 설일체유부의 88근본번뇌 - 수혹: 설일체유부의 10근본번뇌 - 대승불교 일반의 5주지번뇌와 번뇌장 · 소지장 - 유식유가행파의 번뇌장 · 소지장 - 유식유가행파의 128근본번뇌 - 견혹: 유식유가행파의 112근본번뇌 - 수혹: 유식유가행파의 16근본번뇌 - 수번뇌 - 8전 · 10전 · 6번뇌구 - 유부무기와 불선 - 유부무기 - 욕계의 번뇌의 일부 · 색계의 번뇌 · 무색계의 번뇌 - 4근본번뇌 (말나식의 4번뇌: 아치 · 아견 · 아만 · 아애) - 불선 · 악 - 욕계의 번뇌의 대다수 - 불선근 - 5악 · 10악 - 108번뇌 - 9결 - 5개 |

## 참고 문헌
- 곽철환 (2003). 《시공 불교사전》. 시공사 / 네이버 지식백과. |title=에 외부 링크가 있음 (도움말)
- 구나발타라(求那跋陀羅) 한역 (K.650, T.99). 《잡아함경》. 한글대장경 검색시스템 - 전자불전연구소 / 동국역경원. K.650(18-707), T.99(2-1). |title=에 외부 링크가 있음 (도움말)
- 무착 지음, 현장 한역, 이한정 번역 (K.572, T.1605). 《대승아비달마집론》. 한글대장경 검색시스템 - 전자불전연구소 / 동국역경원. K.572(16-157), T.1605(31-663). |title=에 외부 링크가 있음 (도움말)
- 세우 지음, 현장 한역, 송성수 번역 (K.949, T.1542). 《아비달마품류족론》. 한글대장경 검색시스템 - 전자불전연구소 / 동국역경원. K.949(25-149), T.1542(26-692). |title=에 외부 링크가 있음 (도움말)
- 세친 지음, 현장 한역, 권오민 번역 (K.955, T.1558). 《아비달마구사론》. 한글대장경 검색시스템 - 전자불전연구소 / 동국역경원. K.955(27-453), T.1558(29-1). |title=에 외부 링크가 있음 (도움말)
- 세친 지음, 현장 한역, 송성수 번역 (K.618, T.1612). 《대승오온론》. 한글대장경 검색시스템 - 전자불전연구소 / 동국역경원. K.618(17-637), T.1612(31-848). |title=에 외부 링크가 있음 (도움말)
- 운허.  동국역경원 편집, 편집. 《불교 사전》. |title=에 외부 링크가 있음 (도움말)
- 호법 등 지음, 현장 한역, 김묘주 번역 (K.614, T.1585). 《성유식론》. 한글대장경 검색시스템 - 전자불전연구소 / 동국역경원. K.614(17-510), T.1585(31-1). |title=에 외부 링크가 있음 (도움말)
- (중국어) 구나발타라(求那跋陀羅) 한역 (T.99). 《잡아함경(雜阿含經)》. 대정신수대장경. T2, No. 99, CBETA. |title=에 외부 링크가 있음 (도움말)
- (중국어) 무착 조, 현장 한역 (T.1605). 《대승아비달마집론(大乘阿毘達磨集論)》. 대정신수대장경. T31, No. 1605, CBETA. |title=에 외부 링크가 있음 (도움말)
- (중국어) 세우 조, 현장 한역 (T.1542). 《아비달마품류족론(阿毘達磨品類足論)》. 대정신수대장경. T26, No. 1542, CBETA. |title=에 외부 링크가 있음 (도움말)
- (중국어) 星雲. 《佛光大辭典(불광대사전)》 3판. |title=에 외부 링크가 있음 (도움말)
- (중국어) 세친 조, 현장 한역 (T.1558). 《아비달마구사론(阿毘達磨俱舍論)》. 대정신수대장경. T29, No. 1558, CBETA. |title=에 외부 링크가 있음 (도움말)
- (중국어) 세친 조, 현장 한역 (T.1612). 《대승오온론(大乘五蘊論)》. 대정신수대장경. T31, No. 1612, CBETA. |title=에 외부 링크가 있음 (도움말)
- (중국어) 호법 등 지음, 현장 한역 (T.1585). 《성유식론(成唯識論)》. 대정신수대장경. T31, No. 1585, CBETA. |title=에 외부 링크가 있음 (도움말)